# Ancyluris meliboeus
Đuôi kiếm Meliboeus (Ancyluris meliboeus) là một loài bướm ngày thuộc họ Riodinidae. Nó được tìm thấy ở Surinam, Brasil, Colombia, Bolivia và Peru.

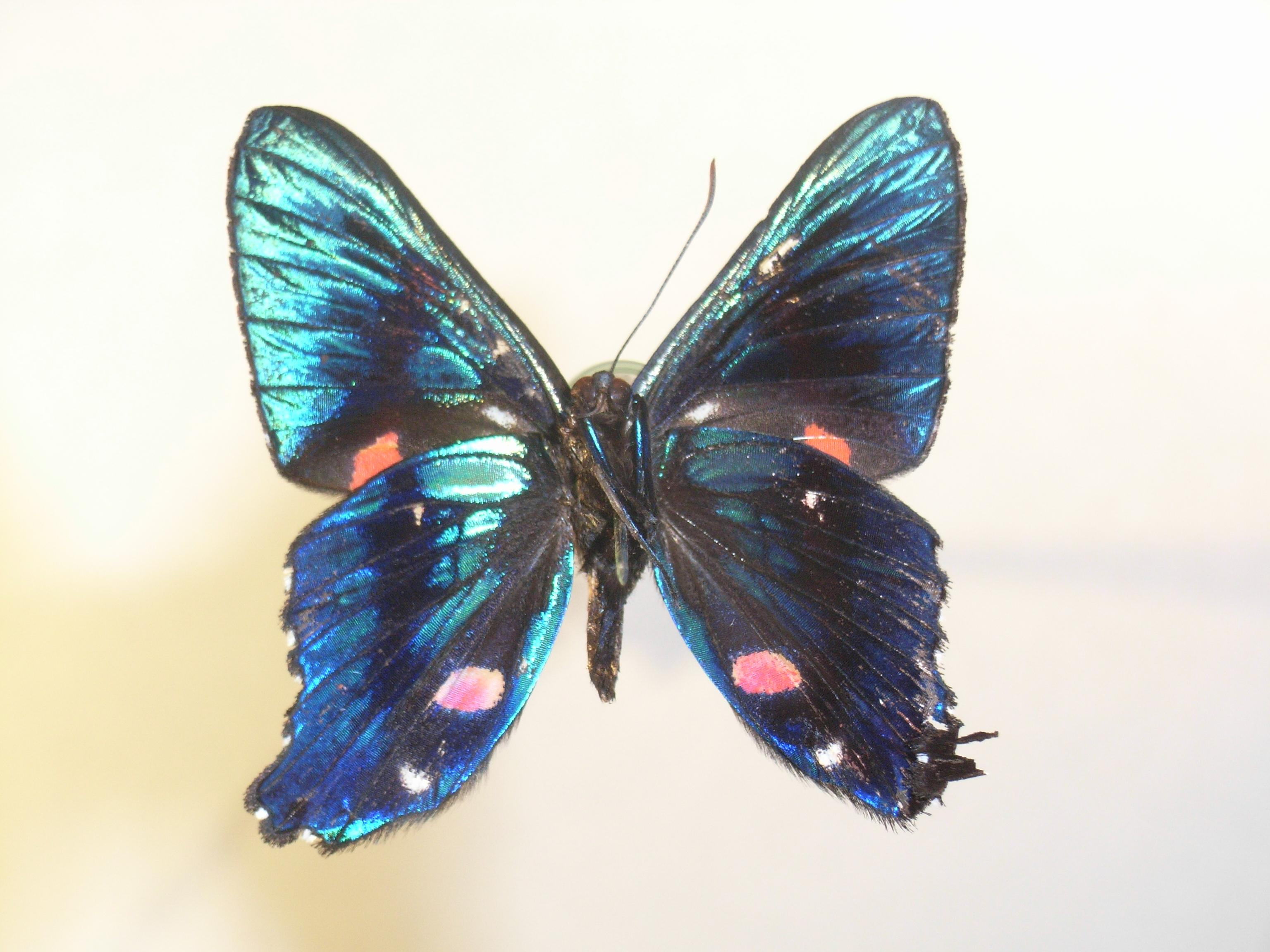
Underside

Sải cánh dài khoảng 40 mm.

## Phụ loài
- Ancyluris meliboeus meliboeus (Surinam, Brazil (Amazonas), Peru)
- Ancyluris meliboeus euaemon (Peru, Colombia, Bolivia)
- Ancyluris meliboeus julia (Brazil)

## Hình ảnh

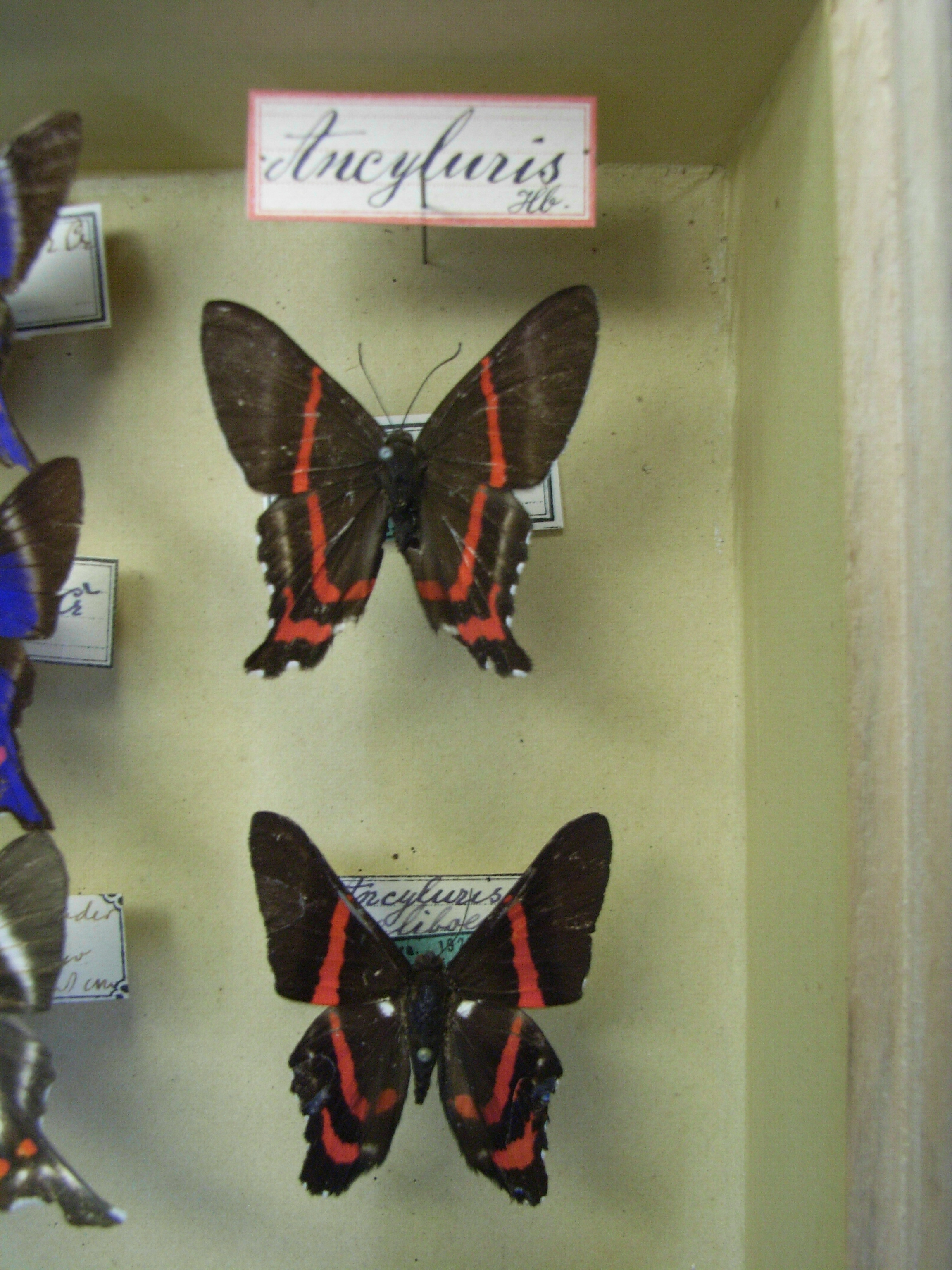
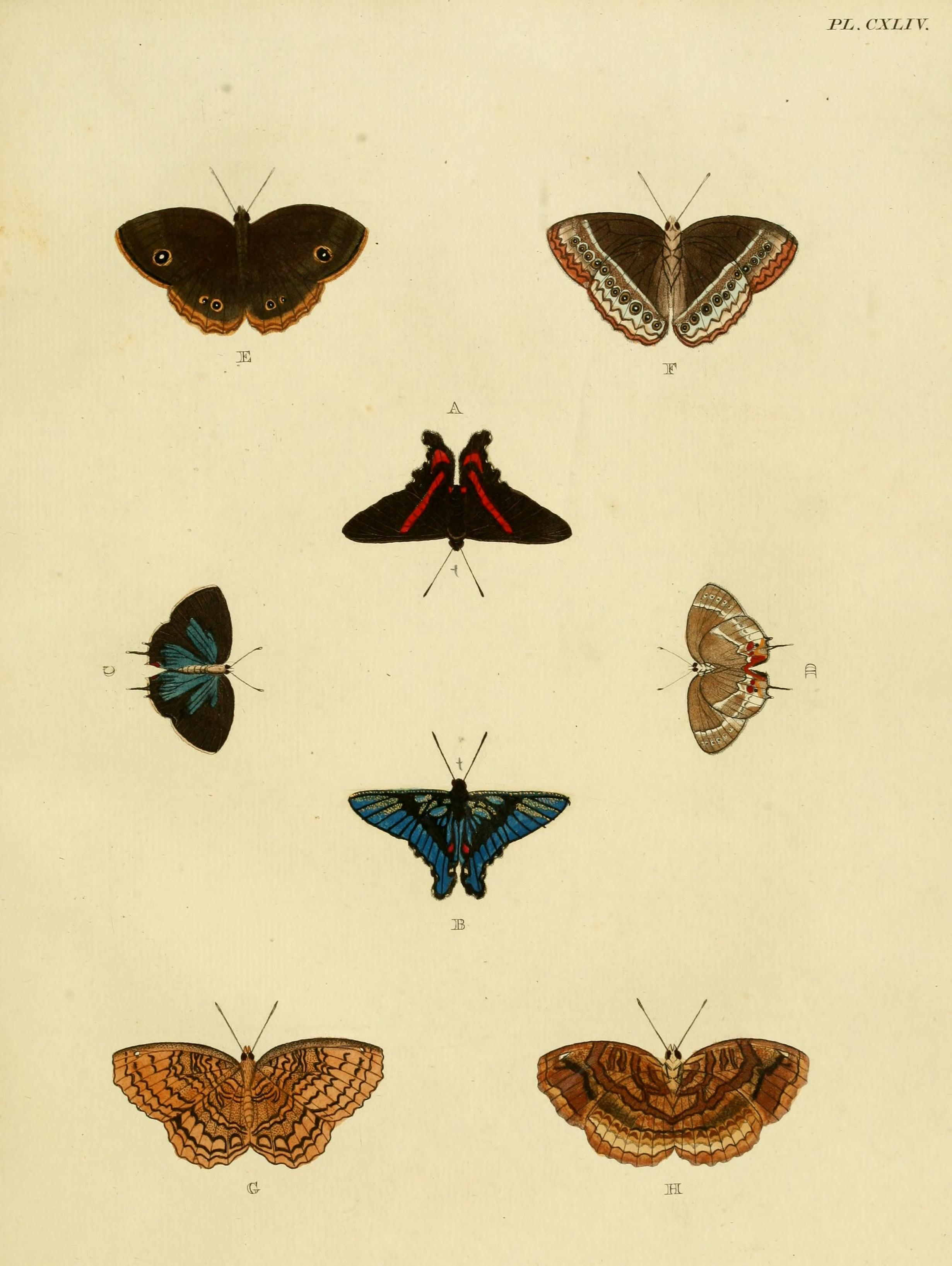
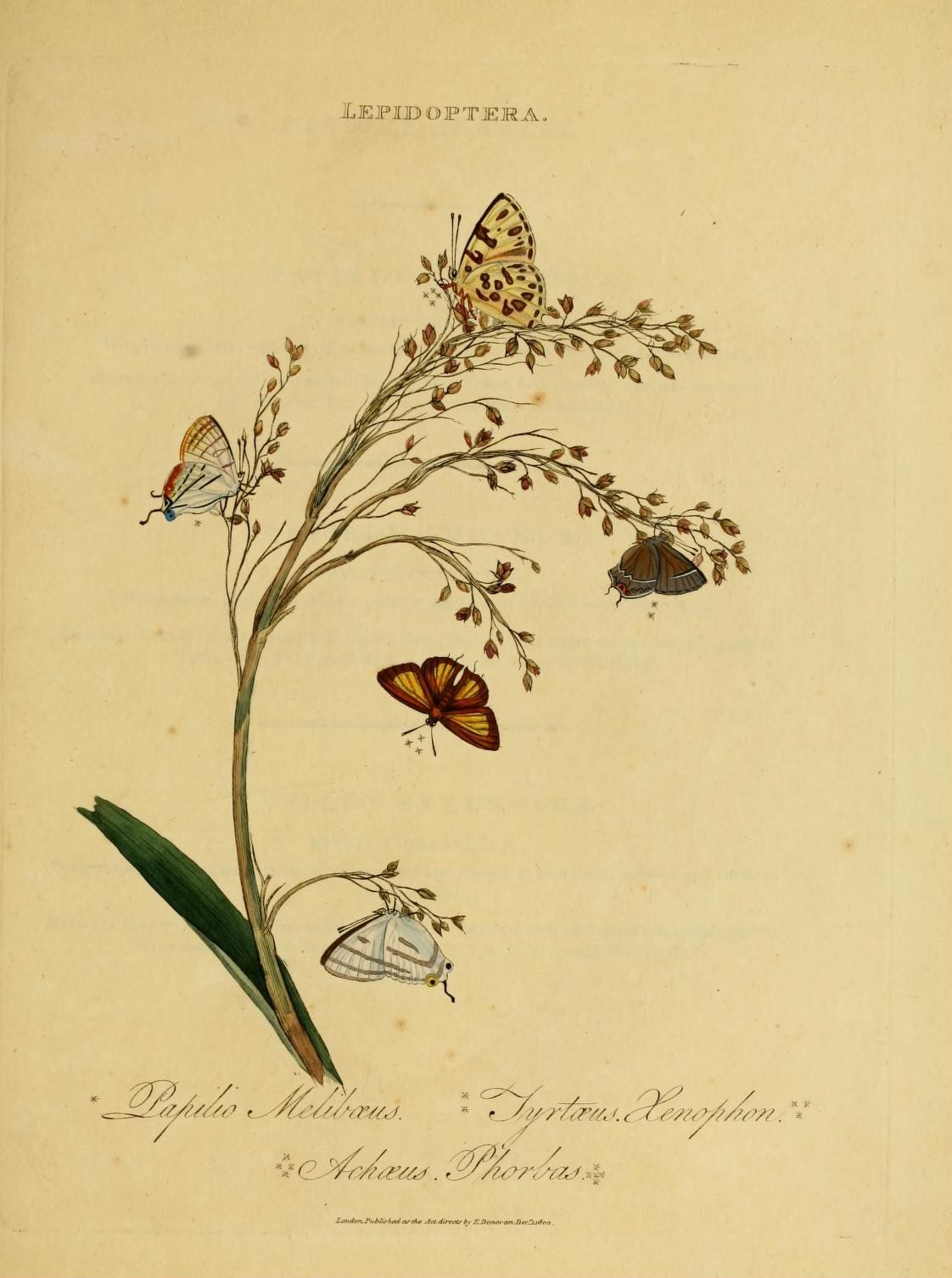